# Białe Jezioro (województwo zachodniopomorskie)
Białe Jezioro (niem. Biallen See) – jezioro rynnowe w Polsce położone w województwie zachodniopomorskim, w powiecie szczecineckim, w gminie Szczecinek.
Akwen leży na Pojezierzu Drawskim. Na zachodnim brzegu jeziora zlokalizowana jest infrastruktura turystyczna w postaci zajazdu przy drodze krajowej nr 11 oraz kąpieliska.